# Politikåret 1886

## Händelser
- 1 februari – William Ewart Gladstone efterträder Robert Arthur Talbot som Storbritanniens premiärminister. [1]
- 25 juli - Storbritanniens premiärminister William Ewart Gladstonet avgår.[1]
- 3 augusti – Robert Arthur Talbot efterträder William Ewart Gladstone som Storbritanniens premiärminister.[1]

## Avlidna
- 18 november – Chester A. Arthur, amerikansk politiker, USA:s vicepresident 1881, USA:s president 1881–1885.

### Fotnoter
1. 1 2 3  ”United Kingdom” (på engelska). World Statesmen. http://www.worldstatesmen.org/United_Kingdom.html. Läst 29 juli 2015.